# 4665 Muinonen
4665 Muinonen eller 1985 TZ1 är en asteroid i huvudbältet som upptäcktes den 15 oktober 1985 av den amerikanske astronomen Edward L.G. Bowell vid Anderson Mesa Station. Den är uppkallad efter Karri O. Muinonen.
Asteroiden har en diameter på ungefär 10 kilometer.